# 三菱・プラウディア
プラウディア（PROUDIA）は、三菱自動車工業が販売していたセダン型の高級乗用車である。

## 初代 S32A型（2000年 - 2001年）
1999年（平成11年）12月発表。翌2000年（平成12年）2月に発売され、三菱のトップレンジの高級車の役目を担った。現代自動車と共同で開発された車種であり、デボネアの後継を担う。
GDIを搭載したV8DOHC 4500ccエンジンとV6DOHC 3500ccエンジンを横置き搭載した前輪駆動車で、最高出力はV8が280馬力、V6が240馬力を発生した。これらのエンジンは平成12年排出ガスに適合し、より一層厳しい規制値であるJ-TLEV「移行期排出ガスレベル車｣の水準も達成。また、C仕様を除いて2010年新燃費基準もクリアした。
安全対策としては、安全強化ボディRISE（ライズ）の採用を初め、SRSエアバッグ（運転席・助手席・前席サイド・後席サイド）を設定。プリテンショナー・フォースリミッター機構付フロントシートベルト、助手席シートベルト非装着ウォーニングランプ、衝突した際にシートベルトをロックするリア3点式ALR/ELRシートベルト、一定以上の衝突があった時に自動的のドアロックを解錠する衝撃感知アンロック機構式オートドアロックを採用している。
姉妹車として、ストレッチリムジン仕様のディグニティがある。
2001年3月に販売終了となった。総生産台数は1228台と低迷し、デボネアと同様に「三菱グループの重役専用車」のイメージを払拭することはできなかった。逆に、韓国向けのヒュンダイ・エクウスは韓国市場で大成功を収め、マイナーチェンジでは独自のデザインに変更された。

### 基本グレード
| グレード | 販売年                | エンジン型式 | エンジン             | 排気量  | 最大出力       | 最大トルク         | 変速機 | 燃費    | 価格        |
| -------- | --------------------- | ------------ | -------------------- | ------- | -------------- | ------------------ | ------ | ------- | ----------- |
| A仕様    | 2000年02月-2001年03月 | 6G74(GDI)    | V型6気筒DOHC24バルブ | 3,496cc | 240ps/5,500rpm | 35.0kg・m/2,500rpm | 5AT    | 9.0km/l | 4,600,000円 |
| B仕様    | 2000年02月-2001年03月 | 6G74(GDI)    | V型6気筒DOHC24バルブ | 3,496cc | 240ps/5,500rpm | 35.0kg・m/2,500rpm | 5AT    | 9.0km/l | 5,100,000円 |
| C仕様    | 2000年02月-2001年03月 | 8A80(GDI)    | V型8気筒DOHC32バルブ | 4,498cc | 280ps/5,000rpm | 42.0kg・m/4,000rpm | 5AT    | 8.2km/l | 6,400,000円 |

## 2代目 BY51/BKY51/BKNY51型（2012年 - 2016年）
三菱自動車工業は2011年9月22日、日産自動車との間で、日本国内におけるOEM相互供給の拡大について合意。2012年夏より、日産自動車から2代目「フーガ」のOEM供給を受けることが発表された。
2012年4月26日、日産自動車よりOEM供給を受け販売する高級セダンの車名を「プラウディア」に決定し、同年7月4日に発表、同月26日に発売された。
グレード構成は「250（フーガ「250GT Aパッケージ」相当）」・「250VIP（同「250VIP」相当）」・「370VIP（同「370VIP」相当）」・「370 4WD（同「370GT FOUR」相当、プラウディアでは初の4WD車）」の4グレードを設定。「フーガ ハイブリッド」に相当するハイブリッド車は設定されない。
2代目「フーガ」に対し、フロントグリルや前後のエンブレム類のデザインが変更されたほか、「250」ではコンフォートサスペンション（ダブルピストンショックアブソーバー）を、「250VIP」・「350VIP」・「350 4WD」はクリーンエアフィルター（花粉除去機能付）を、「250VIP」と「350 4WD」はフーガの「セーフティシールドパッケージ（インテリジェントクルーズコントロール、ECOペダル、インテリジェントブレーキアシストなど）」に相当する装備をそれぞれ標準装備とした。
ボディカラーは「クリスタルホワイトパール」（有料色）、ブリリアントシルバー、スーパーブラック、ディープブロンズ（有料色）の4色を設定。
2016年11月、発売以来一度も改良されることなく販売終了。公式サイトへの掲載も終了した。

### 基本グレード
| グレード | 販売年                 | エンジン型式 | エンジン             | 排気量  | 最大出力       | 最大トルク         | 変速機 | 駆動方式 | 燃費     | 価格        |
| -------- | ---------------------- | ------------ | -------------------- | ------- | -------------- | ------------------ | ------ | -------- | -------- | ----------- |
| 250      | 2012年7月 - 2016年11月 | VQ25HR       | V型6気筒DOHC24バルブ | 2,495cc | 225ps/6,400rpm | 26.3kg・m/4,800rpm | 7AT    | FR       | 11.2km/l | 4,136,915円 |
| 250VIP   | 2012年7月 - 2016年11月 | VQ25HR       | V型6気筒DOHC24バルブ | 2,495cc | 225ps/6,400rpm | 26.3kg・m/4,800rpm | 7AT    | FR       | 11.2km/l | 5,030,743円 |
| 370 4WD  | 2012年7月 - 2016年11月 | VQ37VHR      | V型6気筒DOHC24バルブ | 3,696cc | 333ps/7,000rpm | 37.0kg・m/5,200rpm | 7AT    | 4WD      | 8.9km/l  | 5,268,343円 |
| 370VIP   | 2012年7月 - 2016年11月 | VQ37VHR      | V型6気筒DOHC24バルブ | 3,696cc | 333ps/7,000rpm | 37.0kg・m/5,200rpm | 7AT    | FR       | 9.4km/l  | 5,711,657円 |

## 車名の由来
誇りを意味する「PROUD」と、三菱の菱を意味する「DIA」を合わせた造語。三菱グループ各社はグループのマークである赤いスリーダイヤにちなんだ名称を付けた製品等を多く出しており、三菱自動車もプラウディアの他にディアマンテ（スペイン語で「ダイヤモンド」）、コルディア、トレディア（三つのダイヤモンド）、ランサーセディア（ランサー+センチュリー+ダイヤモンド）など、ダイヤを複数の車名に使用している。